# MVP Baseball 2005
MVP Baseball 2005 è un videogioco sportivo di baseball sviluppato e pubblicato da Electronic Arts nel 2005.